# Sylvain Moniquet
Pour les articles homonymes, voir Moniquet.
Sylvain Moniquet, né le 14 janvier 1998 à Namur, est un coureur cycliste belge.

## Biographie

### Jeunes et amateurs
Sylvain Moniquet commence le cyclisme à l'âge de 15 ans au Sport Club Vélocipédique de Marchovelette. Rapidement, il réalise de bons résultats en remportant deux étapes du Tour de l'Ain chez les cadets (moins de 17 ans), durant sa saison 2014. Il quitte ensuite Marchovelette pour aller rouler chez Verandas Willems-Crabbe Toitures-Cyclo Club Chevigny.
Sixième du Giro di Basilicata en 2016, il rejoint l'équipe wallonne AGO-Aqua Service en 2017, pour son passage chez les espoirs (moins de 23 ans). Lors du Tour de Namur, il éclate aux yeux du public wallon en terminant deuxième de l'étape reine,. Cette même année, il participe à un stage en altitude avec l'équipe professionnelle WB-Veranclassic-Aqua Protect.
En 2018, son frère aîné Valentin rejoint l'encadrement de l'équipe en tant que soigneur et kinésithérapeute. Quatrième du Tour du Jura, il passe cependant une saison perturbée par diverses chutes. En 2019, il se distingue en remportant une étape et le général du Triptyque ardennais, disputé sur un parcours escarpé. Avec la sélection belge, il se classe sixième du Grand Prix Priessnitz spa, mais également quatrième d'une étape de montagne sur le Tour de l'Avenir, où il abandonne le dernier jour, victime d'une chute dans un ravin. Parmi les professionnels, il dispute le Grand Prix de Wallonie et se classe 24e, après avoir été à l'attaque dans le final.

### Carrière professionnelle

#### Équipe continentale Groupama-FDJ (2020)
Courtisé par les formations belges Wallonie Bruxelles et Wanty-Gobert, Sylvain Moniquet signe finalement avec l'équipe continentale Groupama-FDJ pour la saison 2020. Dans une saison perturbée par la pandémie de Covid-19, il confirme ses qualités de grimpeur en terminant quatrième du Tour de Lombardie amateurs, septième de la Ronde de l'Isard et huitième du Tour de Savoie Mont-Blanc. 

#### Lotto (2021-2024)

##### 2021
Sylvain Moniquet rejoint le World Tour en 2021 au sein de l'équipe Lotto-Soudal, qui l'engage pour deux ans. En avril, il se classe seizième de la Flèche brabançonne. Une semaine plus tard, il participe à la Flèche wallonne, où il est membre de l'échappée du jour.

##### 2022
Lors du Tour d'Italie 2022, il se classe 4e de la 4e étape se terminant sur les pentes de l'Etna, arrivant en compagnie de son compatriote Mauri Vansevenant. Il se classe onzième du classement général du Tour de Pologne 2022 et septième du Tour d'Allemagne 2022.

##### 2023
Sylvain Moniquet prolonge son contrat pour deux saisons dans l'équipe devenue Lotto Dstny comme UCI ProTeam. En mai 2023, il termine cinquième du classement général du Tour de Hongrie en arrivant 4e et 3e des deux dernières étapes. Le 30 mai, il se classe dixième de la Mercan'Tour Classic Alpes-Maritimes, épreuve d'un jour au profil montagneux. Au Tour de Suisse 2023, il termine huitième de la 4e étape (étape de montagne) faisant partie du groupe restreint des favoris comprenant entre autres ses compatriotes Remco Evenepoel et Cian Uijtdebroeks. Il termine sa saison au Tour du Guangxi, en Chine, course à étapes de l'UCI World Tour où il se classe 6e de la 4e étape et 10e du classement général.

##### 2024
Parmi ses résultats de l'année 2024, on peut épingler des tops 8 sur trois étapes et une cinquième place au classement général de la Semaine internationale Coppi et Bartali, deux quatrièmes places d'étape et une sixième place au classement général du Tour de Slovaquie ainsi qu'un top 4 sur une étape et une cinquième place au classement général du Sibiu Cycling Tour en Roumanie. Le 2 août, la formation Cofidis annonce la signature de Sylvain Moniquet pour les deux prochaines saisons. Le 20 août, il fait partie de l'échappée de la 4e étape du Tour d'Espagne et s'empare du maillot blanc à pois bleus de leader du classement du meilleur grimpeur qu'il réussit à porter pendant quatre étapes.

#### Cofidis (depuis 2025)

##### 2025
Le 30 mars 2025, il termine à la cinquième place de la dernière étape du Tour de Catalogne courue dans les rues de Barcelone. En mai, il fait partie de l'échappée de la 1re étape du Tour d'Italie courue en Albanie, passe en tête le premier et principal col de la journée pour s'emparer du maillot bleu de leader du classement de la montagne. Il doit céder ce maillot à l'issue de la 3e étape.

## Palmarès

### Palmarès amateur
- 2017
  - 2e du Grand Prix du Central
- 2019
  - Triptyque ardennais :
    - Classement général
    - 3e étape

### Palmarès professionnel
- 2023
  - 10e du Tour du Guangxi
- 2025
  - 2e étape du Tour du Limousin-Périgord-Nouvelle-Aquitaine

### Résultats sur les grands tours

#### Tour d'Italie
2 participations
- 2022 : 48e
- 2025 : 71e

#### Tour d'Espagne
3 participations
- 2021 : 83e
- 2023 : 94e
- 2024 : 110e

## Classements mondiaux
| Année                                 | 2018  | 2019  | 2020  | 2021 | 2022 | 2023 | 2024 |
| ------------------------------------- | ----- | ----- | ----- | ---- | ---- | ---- | ---- |
| Classement mondial                    | 1786e | 1819e | 1057e | nc   | 217e | 312e | 384e |
| UCI Europe Tour                       | 1178e | 1197e | 822e  | nc   | 177e | nc   | nc   |
|                                       |       |       |       |      |      |      |      |
| Légende : nc = non classéSource : UCI |       |       |       |      |      |      |      |